# Muntanyes d'Acultzingo
Les Muntanyes d'Acultzingo (Cumbres de Acultzingo en castellà) és una sistema muntanyós que està ubicat al municipi d'Acultzingo, a l'estat de Veracruz (Mèxic). Des de l'època colonial ha estat la zona més accidental del camí entre la Ciutat de Mèxic en el Port de Veracruz.

## Descripció general
Aquesta zona muntanyosa forma part de la Sierra Madre Oriental i es localitza exactament al sud del Pic d'Orizaba. Tot el sistema muntanyenc es troba interrumput pel Canyó del riu Blanc, format per aquest corrent, i que travessa el municipi.

## Orografia
Trobem principalment quars, mica, biotita i moscovita, magnetita, fluorapatita, rútil, clorita i caolinita. Les més usuals aquí són les roques metamòrfiques, formades a partir d'un basament plutònic-metamòrfic de l'edat precambriana, compost en la seva major part per metamòrfiques de gra gruixut (gneis i migmatites), interromput per grans manifestacions granítiques (batòlits).

## Sismicitat
La sismicitat de la regió és freqüent i d'intensitat baixa, i un silenci sísmic de terratrèmols mitjans a greus cada 30 anys en àrees aleatòries.

## Clima
El clima de la regió és humit. Les temperatures màximes anuals se situen entre els 15 °C i 27 °C, molt rarament superant els 30 °C, i les mínimes, oscil·len entre els -1 °C i -10 °C, depenent de la magnitud de les onades polars. Les gelades ocorren des de finals de novembre fins a finals de gener. Igual que el clima a qualsevol regió d'alta muntanya, les condicions climàtiques poden canviar bruscament en qüestió de minuts.

## Hidrografia
Les precipitacions mitjana dels 1500 mm. En l'època estival són en forma de pluja. La boirina és comú tot l'any a causa dels vents humits de l'est.
Una intricada xarxa de rierols, estanys, llacunes i vessants, li donen a aquesta regió, la característica de funcionar com una «esponja» que absorbeix i manté la humitat al llarg de l'any, proveint en forma dosificada i permanent, el líquid element a la majoria de les fonts d'aigua de les que s'abasteix gran part de la població del municipi. És una àrea natural de captació de precipitacions, que fa de nucli de diverses «capçaleres de conca».

## Biogeografia
La serralada d'Acultzingo pertany a l'ecoregió dels boscos de pins de Sierra Madre Oriental són una ecoregió forestal de coníferes subtropical del nord-est i del centre de Mèxic, que s'estén a l'estat de Texas als Estats Units.

### Flora
Bosc de pinàcies com pi colorit, ayacahuite, alzines, oyamel, cedre i freixe.

### Fauna
Conills, ossos rentadors, guineus, teixons, tuzas, aus i rèptils.